# ホテルパシフィック東京
ホテルパシフィック東京（ホテルパシフィックとうきょう、英称:Hotel Pacific Tokyo）は、京浜急行電鉄（京急）が所有し、グループ会社のホテル京急がかつて運営していた大規模シティホテル。京急油壺マリンパークと同様、京急の創立70周年記念事業として計画された。
2010年（平成22年）9月30日で営業を終え、改装工事に入り、新たに別のグループ会社が運営する宿泊特化型ホテル「京急EXイン」や、外部企業による結婚式場、レストラン、ショップ等のテナントを入居させ、翌年4月29日、暫定の複合商業施設「SHINAGAWA GOOS（シナガワグース）」として再オープンしたが、再開発に着手するため、2021年（令和3年）3月31日を以て閉館した。

## 歴史

### 前史
1950年代半ばから、京急では本社のあった品川地区一帯の総合開発を計画し、再三にわたり駅前国有地の払い下げを申請していた。この国有地は宮内庁が管理し、終戦後の混乱期に総理大臣を務めた東久邇宮稔彦邸として使われ、宮家に仕えた職員用の官舎もあった。
しかし、官舎には退職後の人々も住み続け、宮内庁の所管としては適切でなくなっているため、この敷地を宮廷用地とし、別の用途にしようという動きが起こった。これを受け、京急では跡地に「野球場」と「修学旅行会館」の建設プランを立て宮内庁や大蔵省管財課に働きかけた。だが、話が進展を見せかけた矢先、地元の「野球場建設反対運動」が起こり、計画は白紙に戻った。
その後、1956年（昭和31年）ごろになると、隣接する他の宮邸（竹田宮邸、北白川宮邸）跡地を取得していた西武鉄道（プリンスホテル）などがその敷地の取得に名乗りを上げたため、京急も取得に乗り出した。紆余曲折を経て、1968年（昭和43年）2月、京急に土地の払い下げが決定するが、用途は公共的なものでなければならない、という指定や東京都からはできるだけ緑地を留保してほしい、という要望が出された。京急としても払い下げ価格が高額だったため、その用地費に見合うだけの事業を検討した結果、品川地区の開発に役立ち、国際観光振興にも貢献する事業として、ホテル事業への参入を決定した。

### 開業
2年5か月の工期をかけて、東海道線、横須賀線、山手線、京浜東北線、京急本線など多くの路線が集まる品川駅高輪口向かいの第一京浜沿いに完成したホテルは、ジャンボジェット機の羽田空港への就航を2年後に控え、太平洋（PACIFIC OCEAN）時代を迎えようとしていること、また、PACIFICという言葉が持つ本来の意味の「平和」を願って、「ホテルパシフィック東京」と名付けられ、1971年（昭和46年）7月27日開業した。他の電鉄系鉄道事業者（西武鉄道 - プリンスホテル、東急 - 東急ホテルズ、近鉄 - 都ホテル、阪急 - 新阪急ホテル、小田急 - ホテル小田急、京王 - 京王プラザホテルなど）が自前のホテルチェーンをシンボルとして運営し、ホテルと鉄道事業のシナジー効果・メリットを享受する中、長年ホテル事業に進出していなかった京急グループにとっては、悲願のホテル業界進出第一号となった。
コンセプトは「日本を感じさせるもの」。敷地内には緑地が多く確保され、特に、建物西側には、滝や池を備えた日本庭園があり、春には野生のカルガモが産卵、子育てをしていた。外壁には有田焼のカーテンウォールが採用され、晴れた日には、有田焼の巨大な壁が真珠色の落ち着いた輝きを見せていた。客室数は954、宴会場は18、レストラン・バーは10を備えた（閉館時点）。ホテルの運営は新たに設立された、ホテルパシフィック東京（のちのホテル京急）が京急との委託契約に基づいて行った。
1979年（昭和54年）から2008年（平成20年）5月までは、エールフランス航空の系列会社であったル・メリディアンと提携していたため、エールフランス航空のクルーの定宿となっており、フランス人をはじめとするヨーロッパ系の利用客も多く、 エリック・クラプトンなど海外の著名人も宿泊した。

### 閉館
品川駅から徒歩3分の好立地も手伝い、出張で東京に来るビジネス客には人気があり、最盛期の90年前後には客室稼働率は80%超を維持していた。しかし、当施設を囲むように立地するプリンスホテルの高輪地区（品川PH・GPH新高輪・GPH高輪）に加え、2003年（平成15年）ごろから都内では外資系高級ホテルの参入が続き、競争が激化。2009年（平成21年）には稼働率も70%台に落ち込んだ。加えて施設の老朽化も進み、大型改装する場合数百億円規模となる計算で、建て替えと同等の費用がかかることがわかった。そうした経営環境を踏まえ、2009年3月、京急は品川駅前では大規模な再開発を控えることから、ホテルを閉館し再開発まではオフィスビルとして建物を活用する方針を発表し、2010年（平成22年）9月末日をもってホテルを閉館した。
京急のプレスリリースでは、閉館後は建物は現存のまま会議室（コンベンション）や貸しオフィスといったオフィスビル用途に改装・転換する見通しが記述されていたが、2010年2月に、宿泊を中心としたビジネス客向けのホテルに一部改装し、2011年（平成23年）春ごろに再オープンすると発表して今後の予定を変更した。
改装中は、ホテル客室の照明を電光掲示板に見立て、「世界へ羽田（京急の赤い電車もモザイク画として掲示）」や「Merry Xmas（クリスマスツリーのモザイク画も掲示）」と言った宣伝が行われた時期があった。

### シナガワグースとして再オープン
建物は改装後、従来のホテル京急への一棟貸しによる運営ではなく、フロアや業種毎に運営会社を細分化した上で誘致し、家主の京急が賃貸して賃料を得るテナントビル形態を取った。これによりテナント毎に独立採算性が図られ、飲食店舗や大規模貸会議室・宴会施設、物販店舗などを入居させ、旧客室フロアは簡易的な改装のうえ、京急イーエックスインが運営する、「京急EXイン品川駅前」として開業した。
閉館
京急とトヨタ自動車が再開発に着手するため、2021年（令和3年）3月31日を以て施設は全館閉館となった。解体後は大規模複合施設を建設し、ホテルやオフィス、商業施設や国際会議場などを誘致する予定でプロジェクト予算は1千億円を超える。

## 沿革
- 1970年2月 株式会社ホテルパシフィック東京設立。
- 1971年7月 ホテルパシフィック東京開業。
- 1979年4月 ホテルメリディアンチェーンと提携。
- 1996年2月 株式会社高輪京急ホテルと合併により株式会社ホテル京急に社名変更。
- 2002年3月 京急都市開発株式会社（ホテル・グランパシフィック・メリディアンの運営会社）と合併。
- 2005年
  - 7月 ホテル・グランパシフィック・メリディアンの運営を株式会社グランパシフィックに移管。
  - 12月 メリディアンがスターウッド・ホテル&リゾートの傘下となる。
- 2008年
  - 4月 京急グループの2ホテルのブランド戦略、セールス業務、管理業務などの統括会社として、株式会社京急パシフィックホテルズを設立。
  - 5月 メリディアン（スターウッド）との提携を解消。
  - 6月 ホテル・グランパシフィック・ル・ダイバと「パシフィックホテルズ」を結成し、サミット・ホテルズ&リゾーツと提携。
- 2009年3月26日 設備や内装の老朽化等を理由に、2010年9月末での営業休止を発表[16]。
- 2010年
  - 2月10日 ビジネス客らを主な対象にする宿泊を中心としたホテルに改装し、2011年春ごろに再オープンすると発表[11][12]。
  - 9月30日 ホテルパシフィック東京としての営業を終了、閉館。
- 2011年
  - 1月20日 旧「ホテルパシフィック東京」の宿泊施設フロアを「京急EXイン 品川駅前」として4月29日に開業すると発表。
  - 1月21日 京急EXイン品川駅前の宿泊予約受付開始。
  - 2月22日 旧ホテルパシフィック東京を改装し、新たに開業する複合施設の名称が「SHINAGAWA GOOS（シナガワ グース）」に決まり、2011年4月29日にオープンすると発表[17]。
  - 4月29日 SHINAGAWA GOOSがオープン（京急EXイン品川駅前が開業）。
- 2018年10月1日 京急EXイン品川駅前を京急EXホテル品川駅前に改称。
- 2021年3月31日 SHINAGAWA GOOS閉館（京急EXホテル品川駅前も営業終了）。 同地における再開発のため、建物は取り壊される予定。

## 設備
※閉館時点
- 面積25,000m2（7,500坪）地上30階・地下3階
- 客室数954室 最大2千名を収容可能
- 標準的な客室は、25m2（スタンダード）、30m2（スーペリア）

2006年 26・27階をエグゼクティブフロアのパシフィック・フロアに改装
2007年 24・25階をパシフィック・フロアに改装

### レストラン
- フレンチレストラン「ブフドール」
- 広東料理「楼蘭」
- 加賀料理「大志満」
- そばや「苔そば」
- コーヒーハウス「ピコロモンド アット・ザ・ガーデン」
- 中国バイキング「冠園」
- アメリカンカジュアルダイニング 「T.G.I.フライデーズ」
- シーフード料理「シンガポール・シーフード・リパブリック」

### バー・ラウンジ
- スカイラウンジ「ブルーパシフィック」
- ティー&カクテルラウンジ
- セラーバー「エルベンセドール」

### ブライダル
- ウエディングチャペル
- ガーデンチャペル
- 白鳳殿

### 宴会場
- 1階 大宴会場「萬葉の間」他 最大2000人集客対応宴会場（13室）
- 29階 高層宴会場（5室）

## アクセス
- 鉄道
  - JR東海道新幹線品川駅徒歩1分
  - JR東海道線・横須賀線・山手線・京浜東北線品川駅徒歩1分
  - 京急線品川駅徒歩1分、東京国際空港まで直通19分
- バス
  - 成田国際空港から東京空港交通のリムジンバスが運行。